# Musée des Beaux-Arts du Liechtenstein
Le musée des Beaux-Arts du Liechtenstein ou musée d'Art du Liechtenstein (en allemand : Kunstmuseum Liechtenstein) à Vaduz est le musée des beaux-arts pour le Liechtenstein. Son bâtiment de style très moderne a été conçu par les architectes suisses Morger, Degelo et Kerez et inauguré en 2000.
Son importante collection d’art moderne et contemporain international est aussi la collection nationale d’art du Liechtenstein.

## Historique
Une série de dix tableaux reçus en cadeau en 1967 par l’État du Liechtenstein fut à l’origine, l’année suivante, de la fondation d’une collection nationale d’art du Liechtenstein. Le premier conservateur de la collection fut le Dr. Georg Malin, artiste, historien et historien d’art liechtensteinois. Très vite, il décida que l’art moderne et contemporain international serait le domaine d’élection de cette collection nationale.
C’est grâce à un groupe de fondateurs privés que le musée des Beaux-Arts du Liechtenstein a atteint son niveau de développement actuel. Ils se sont associés au gouvernement de la Principauté du Liechtenstein et à la commune de Vaduz pour construire le bâtiment actuel du musée.
En août 2000, c’est sous la dénomination de « cadeau du millénaire » (Millenniumsgeschenk) que le bâtiment fut confié à l’État du Liechtenstein, lequel créa pour son exploitation et sa gestion la fondation de droit public « Fondation du musée des Beaux-Arts du Liechtenstein ». Le musée fut ouvert au public le 12 novembre 2000.
Depuis 1996, le Dr. Friedemann Malsch est le directeur de la collection nationale d’art du Liechtenstein et donc du musée des Beaux-Arts du Liechtenstein.

## Architecture

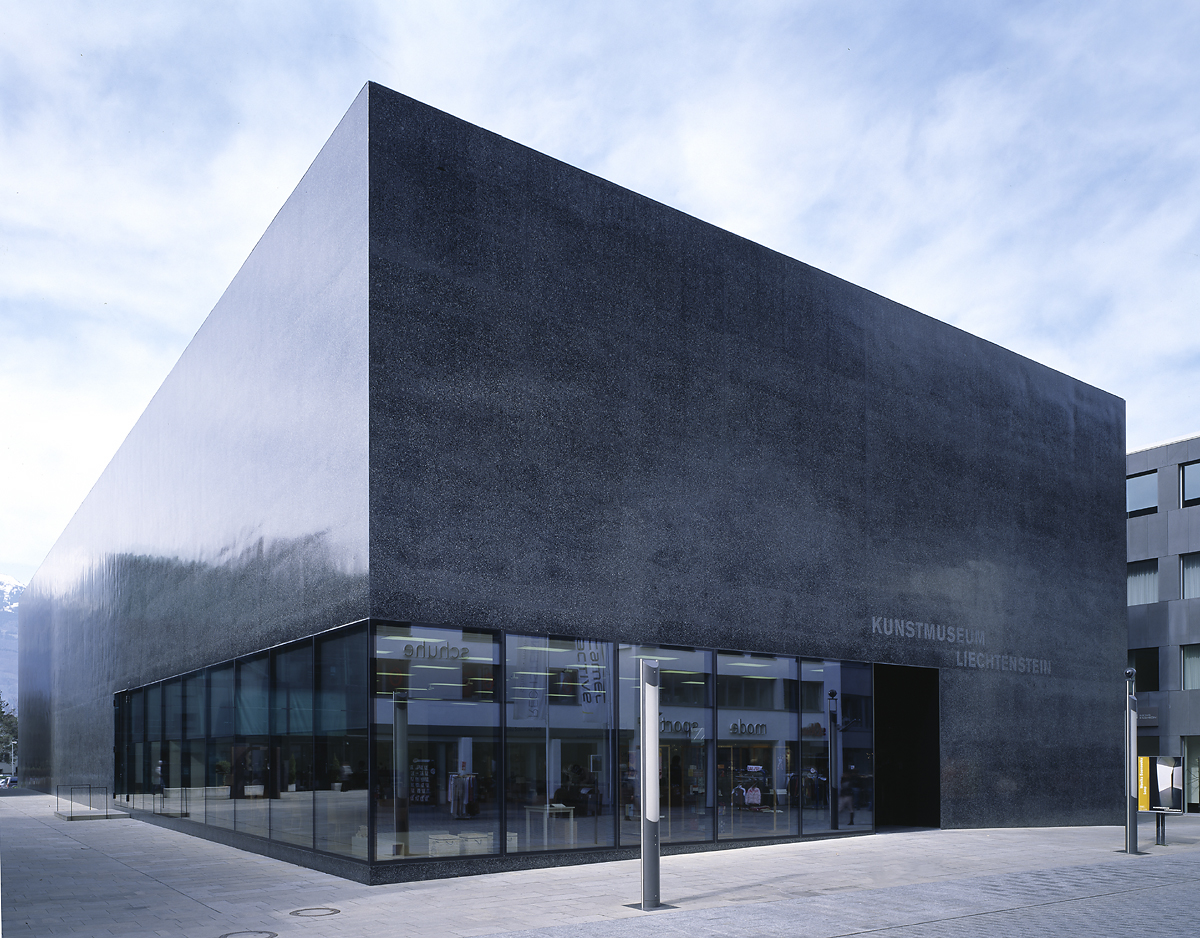
Inauguration du musée des Beaux-Arts du Liechtenstein en 2000.

L’architecture créée pour le musée des Beaux-Arts du Liechtenstein par l’équipe Meinrad Morger et Heinrich Degelo associée à Christian Kerez est à la fois d’une grande complexité et d’une discrète simplicité. Le bâtiment est un cube noir en ciment teinté et en pierre de basalte. Les petits galets de rivière incorporés au parement extérieur confèrent à ce dernier une coloration subtile et savent aussi entrer en résonance avec le paysage de la vallée du Rhin. De plus, l’environnement se reflète sur la façade du bâtiment qui, ayant été polie à la main, fait preuve d’une séduisante beauté tactile. De longues rangées de fenêtres s’accordent au caractère compact du bâtiment et ouvrent le cube noir aussi bien vers l’intérieur que vers l’extérieur.
À l’intérieur, le cube noir est un parfait « cube blanc ». Ses dimensions extérieures sont quasiment celles des espaces intérieurs aménagés pour le public. Le bâtiment qui développe un concept ambitieux n’en conserve pas moins toute sa lisibilité architecturale. La presque totalité des espaces est consacrée à l’art et les six salles d’exposition sont ordonnées autour de deux escaliers disposés en sens inverse. Comparable à la figure des ailes d’un moulin à vent, la distribution des espaces autorise des percées visuelles en diagonale à travers tout le bâtiment. Dans les salles d’exposition, les œuvres d’art bénéficient d’une liberté maximale, celle que peut leur accorder une architecture qui, dans sa clarté et sa précision, se met délibérément à leur service.

## Collections

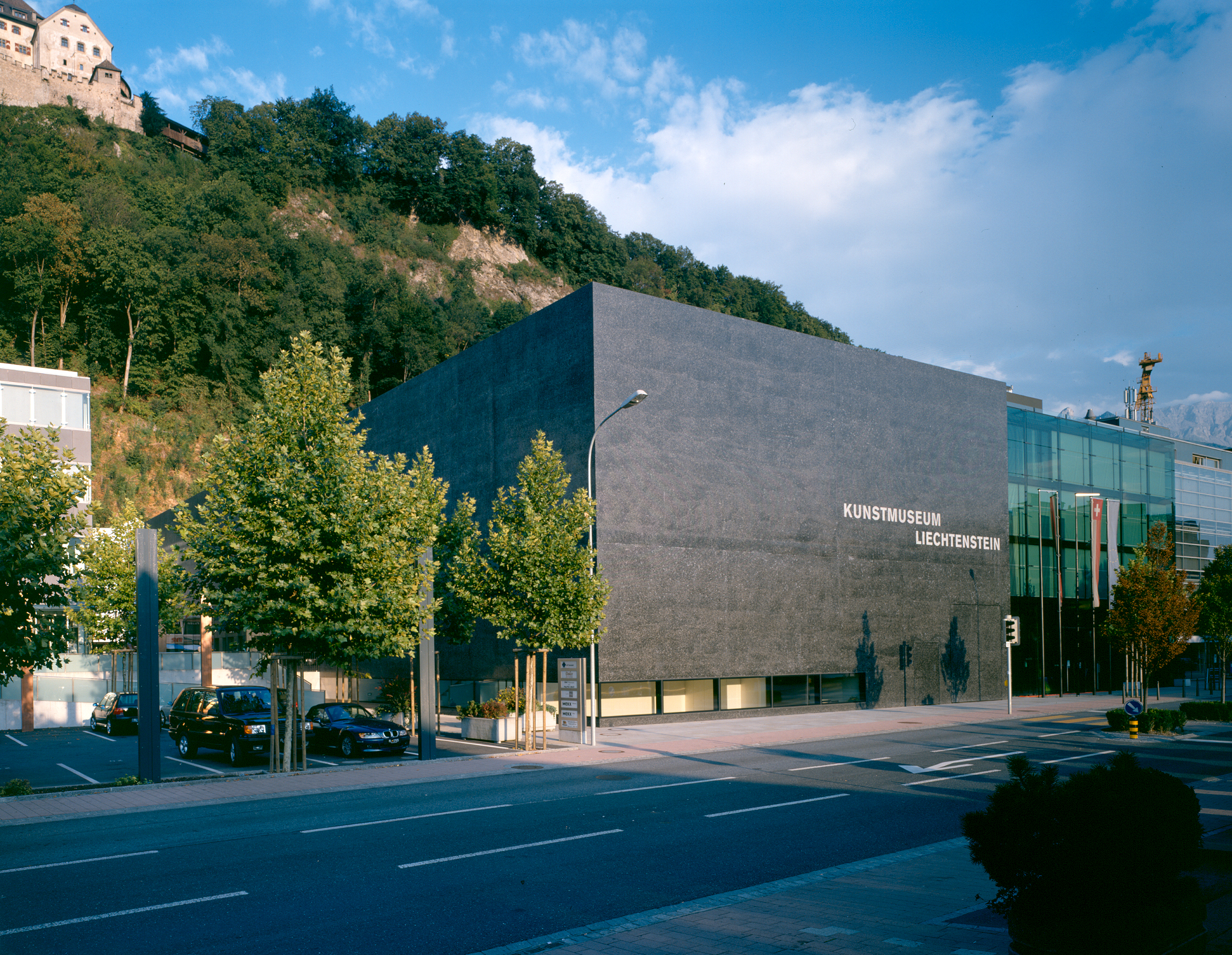
Le musée des Beaux-Arts du Liechtenstein, architecture phare de Vaduz.

La collection d’art moderne et contemporain international du musée des Beaux-Arts du Liechtenstein s’étend sur une période qui va du XIXe siècle à nos jours. La collection se caractérise essentiellement par des sculptures, des objets et des installations, et entre autres par un ensemble substantiel d’œuvres de l’Arte Povera.
En 2006, le musée des Beaux-Arts du Liechtenstein a acquis en association avec le Musée d'art de Saint-Gall (de) et le Musée d’art moderne de Francfort (MMK) la collection de Rolf Ricke, galeriste de Cologne. Cette collection très importante historiquement comprend entre autres des œuvres de Richard Artschwager, Bill Bollinger (en), Donald Judd, Fabian Marcaccio, Steven Parrino, David Reed, Richard Serra, Keith Sonnier et Jessica Stockholder.

## Expositions
Le musée a présenté des expositions de Otto Freundlich, Gottfried Honegger, Leiko Ikemura, Rita McBride (en), Paul Klee, Jochen Gerz, André Thomkins, František Kupka, Andy Warhol, Fabian Marcaccio, Alighiero Boetti, Fred Sandback (en), Georg Malin (de), Sean Scully, Matts Leiderstam (sv), Ferdinand Nigg, Monika Sosnowska, Joseph Beuys, Thomas Schütte, Kazimir Malevich, Martin Frommelt, Matti Braun (de) et Christian Boltanski.